# Влодзімєж Наторф
Влодзімеж Наторф (пол. Włodzimierz Natorf; 12 жовтня 1931, Лодзь, Польща — 12 липня 2012, Варшава, Польща) — польський дипломат. Постійний представник Польщі при Організації Об'єднаних Націй у Нью-Йорку (1982—1985). Надзвичайний і Повноважний Посол Польщі в СРСР (1985—1989).

## Життєпис
Народився 12 жовтня 1931 року в місті Лодзь, Польща. У 1955 році закінчив економічний факультет Ленінградського державного університету.
З 1955 року на дипломатичній роботі в Міністерстві закордонних справ Польщі. Представник Уряду Польщі в Економічній комісії XVIII та XIX сесій Генеральної Асамблеї ООН (1966—1969).
У 1966—1969 рр. — заступник директора департаменту Міністерства закордонних справ Польщі.
У 1969—1973 рр. — постійний представник Польщі при ООН у Женеві.
У 1973—1981 рр. — виконувач обов'язків заступника директора, потім директора департаменту Міністерства закордонних справ Польщі.
У 1981—1982 рр. — завідувач міжнародного відділу ЦК Польської об'єднаної робочої партії.
У 1982—1984 рр. — Постійний представник Польщі при Організації Об'єднаних Націй.
У 1985 році — завідувач міжнародного відділу ЦК ПОРП.
У 1985—1989 рр. — Надзвичайний і Повноважний Посол Польщі в СРСР.
У 2002—2012 рр. — очолював компанію Business Activ.